# Alfons Mucha
Alfons Mucha (24. července 1860 Ivančice – 14. července 1939 Praha-Bubeneč) byl český malíř, grafik a designér období secese.
Studoval v Mnichově a Paříži, kde se následně roku 1887 usadil a pracoval jako ilustrátor a grafik. Na přelomu let 1894 a 1895 se mu naskytla možnost vytvořit plakát k divadelní hře Gismonda se Sarah Bernhardtovou v hlavní roli, který mu téměř přes noc vynesl celosvětový věhlas a díky němuž se jeho jméno dostalo do popředí francouzské společnosti. Herečka později s Muchou uzavřela smlouvu o spolupráci na dalších šest let a on pro ni a její divadlo vypravoval hry, navrhoval kostýmy a další plakáty. Koncem století se Mucha stal významným a průkopnickým secesním umělcem. Navrhoval a zveřejňoval reklamní plakáty, bohaté ilustrace a řadu dekorativních panelů, tematicky založených na zobrazování přírody. Vytvořil velké množství kreseb, pastelových či akvarelových studií a designových návrhů pro interiéry, užitkové předměty a šperky. Jeho životním dílem je cyklus velkoformátových pláten Slovanská epopej, na kterém pracoval téměř osmnáct let.
Muchův styl byl velmi výrazně ovlivněn symbolismem, sociálními aspekty hnutí Arts and Crafts a vývojem designu v Anglii. Snažil se zpřístupnit krásu umění pro každou společenskou třídu a vyzdvihovat symboly a dekorativní prvky ve svých dílech. Vyvinul vlastní estetické ideály a originální styl, který je dnes znám jako „styl Mucha“. Jeho práce jsou typické zobrazováním ideálů ženské krásy, Mucha je často vyobrazoval v neurčitých neoklasických róbách obklopených květinami, které někdy vytvářely halové kruhy nad jejich hlavami. Typické je též jeho používání bledých, pastelových barev.

## Život

### Mládí (1860–1879)

#### Rodinné poměry a dětství

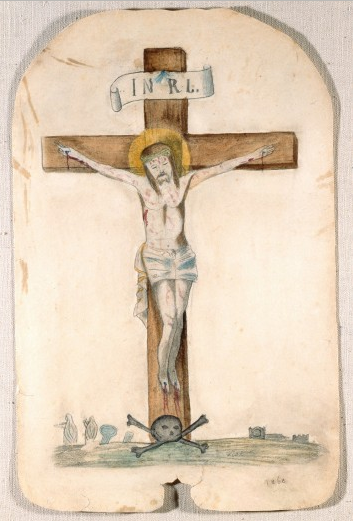
Nejstarší Muchova dochovaná kresba, kterou vytvořil zhruba ve svých osmi letech, Krucifix, dokazuje jaký vliv tehdy církev na jeho život měla

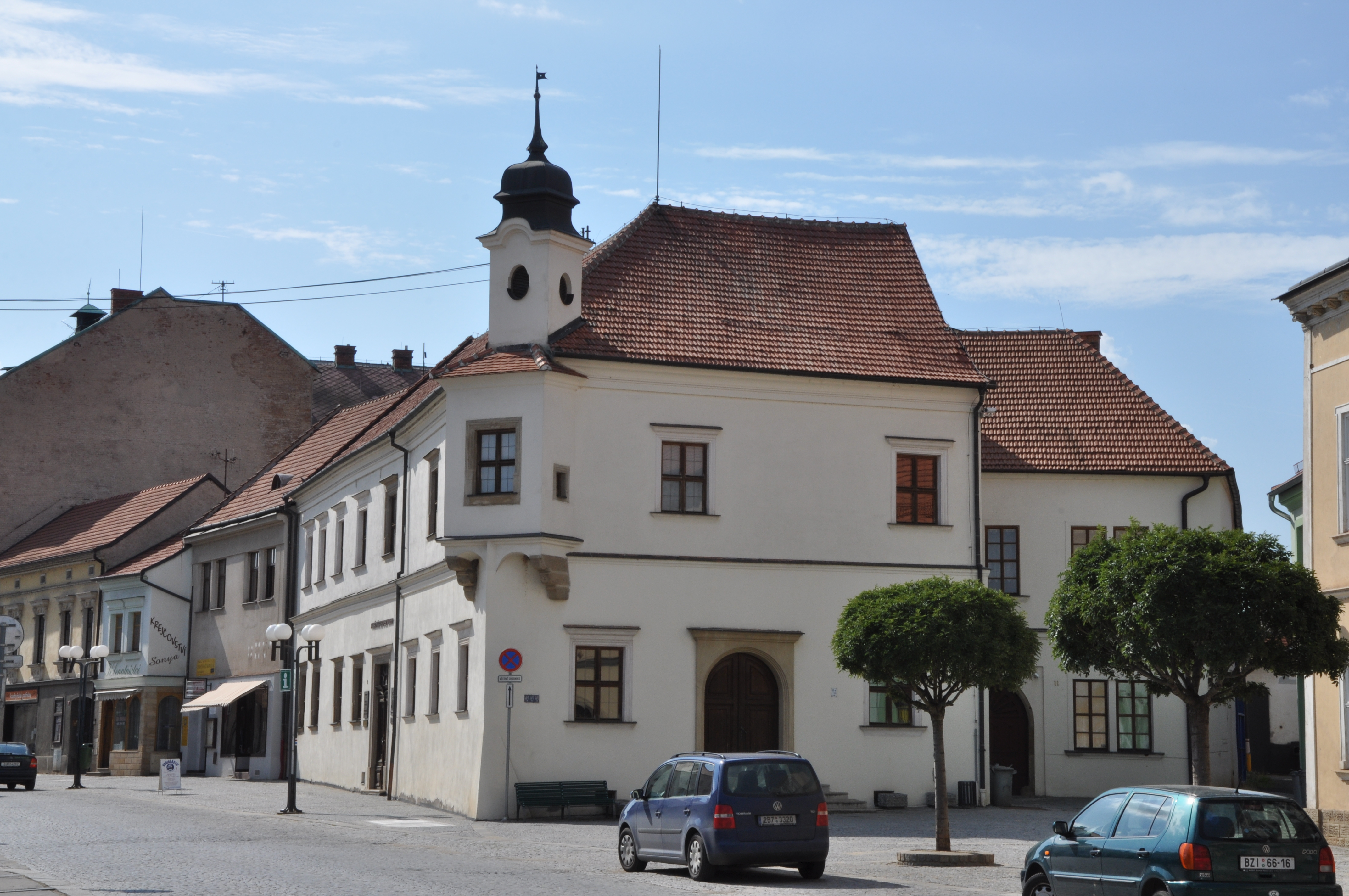
Rodný dům Alfonse Muchy na Palackého náměstí v Ivančicích

Alfons Maria Mucha se narodil 24. července 1860 v Ivančicích do rodiny soudního zaměstnance jako čtvrté ze šesti dětí.
Jeho otec Ondřej Mucha (1825–1891) pocházel z rodiny vinařů, avšak sám pracoval jako soudní zaměstnanec. S Muchovou matkou Amálií se seznámil na radu její příbuzné, potom co ovdověl se svou první manželkou, s níž měl celkem tři děti: Aloisii, Antonii a Augusta. Amálie (1822–1880), rozená Malá, pocházela z budišovské osady Kundelov, kde byl její otec mlynářem. Po matce, rozené Ratkowské, měla Amálie polskou krev a právě příbuzní rodiny Ratkowských mladé Amálii zaopatřili místo vychovatelky u šlechtické rodiny ve Vídni. Potom co svěřené děti dorostly, se Amálie vrátila zpět domů, kde se v Brně na doporučení své příbuzné seznámila s Ondřejem Muchou. Několik měsíců nato se v roce 1859 vzali a společně odjeli zpět do Ivančic.
Téměř rok po svatbě se jim narodil syn a stejně jako všechny předešlé děti dostal jméno začínající na písmeno A – Alfons. Matka Amálie, která byla mimo jiné velice zbožná, k němu ještě navíc připojila Maria. Po Alfonsovi dále následovaly ještě další dvě děti, sestry Anna a Anděla, takže v malém ivančickém bytě nakonec společně žilo celkem šest dětí, oba rodiče a služebná.
Malířské nadání měl Mucha již od mala a pozoruhodné bylo, že v předškolním období kreslil výhradně levou rukou. Kromě kreslení se také jako dítě zajímal o všelijaké řemeslné činnosti. V té době se však ještě více než malování věnoval hudbě. Kromě hry na housle se Mucha, kvůli svému krásnému altu, zabýval i zpěvem.

#### Gymnazijní léta
Po dokončení obecné školy chtěl nastoupit na gymnázium, na to však již jeho rodičům nezbývaly peníze. Na studia totiž ještě před ním poslali Muchovy tři starší sourozence. Řešení našel Alfonsův učitel hudby pan Vollberger. Na jeho radu poslali jedenáctiletého Alfonse do Brna, aby tam získal místo fundatisty u pátera Křížkovského ve Starobrněnském klášteře. Křížkovský byl z Muchy nadšený, ale nemohl jej přijmout, protože těsně před tím přijal na místo fundatisty Leoše Janáčka. Dal však mladému Muchovi doporučení na Jana Nesvadbu, regenschoriho petrovské katedrály, v jejímž sboru Alfons nakonec skutečně zůstal. Po několika letech, když začal mutovat, se však musel vzdát své pozice zpěváka a místo toho hrál při figurálních mších druhé housle.

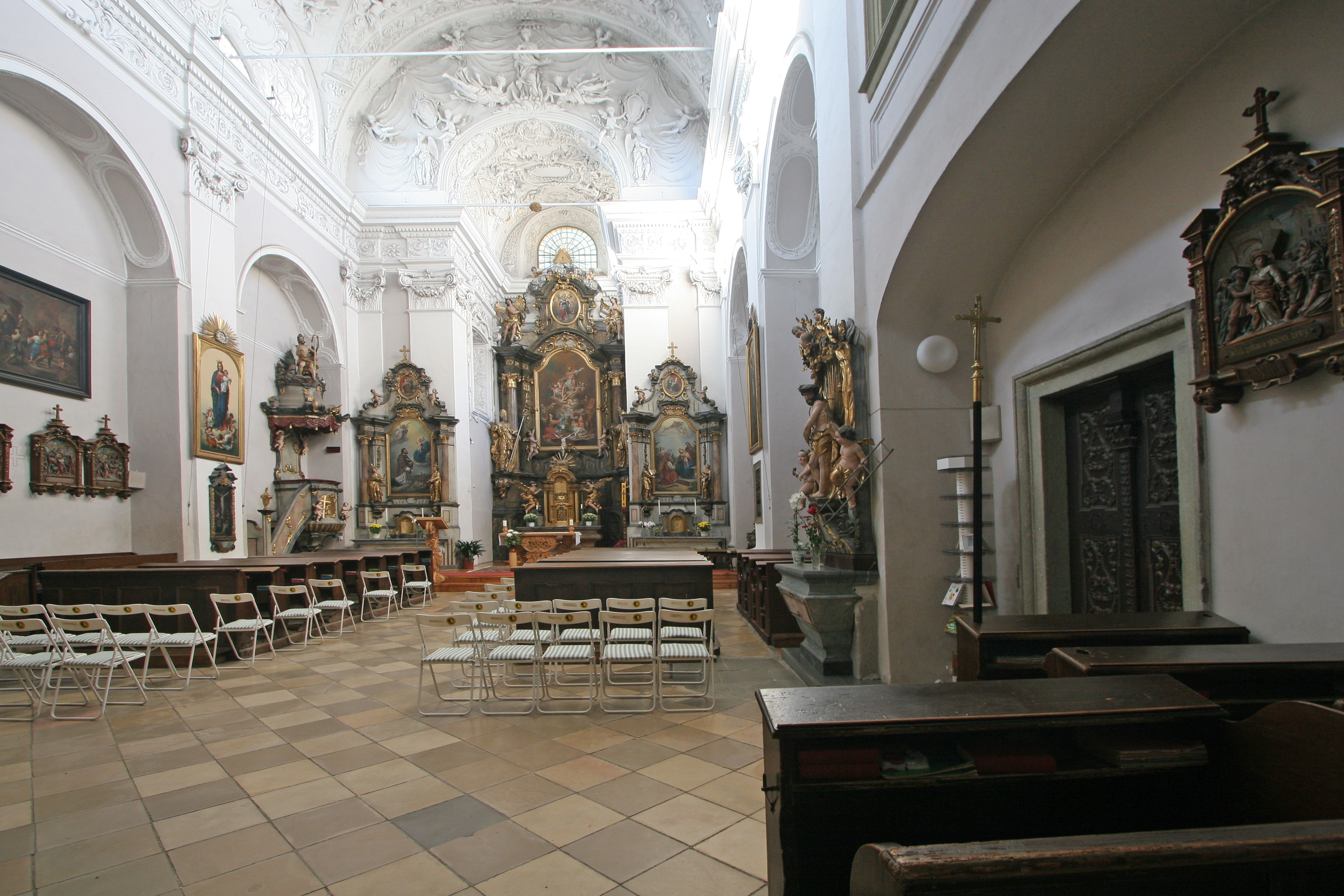
Vnitřní prostory kostela sv. Václava v Letohradu

Jako fundatistovi mu byla církví hrazena studia na Slovanském gymnáziu, po jejich dobu bydlel spolu se svým kamarádem ze sboru Julkem Stantejským v Panenské ulici č. 3. Na gymnázium nastoupil 1. října 1872, avšak nevedlo se mu příliš úspěšně. Měl velmi špatný prospěch, druhý a třetí ročník musel dokonce opakovat, což nakonec skončilo tím, že jej v roce 1877 z gymnázia vyhodili, přesněji řečeno mu bylo uděleno „consilium abeundi“.
Po této události se Muchovi zrovna dvakrát nechtělo vrátit se zpět do rodných Ivančic, proto přijal pozvání svého spolubydlícího Julka Stantejského a společně s ním vyrazil navštívit jeho rodinu v Ústí nad Orlicí. Ve zdejších hospodách Mucha kreslil místní obyvatele a s přítelem zavítali i do nedalekého kostela v Letohradu, kde obdivovali malby Jana Umlaufa. Mucha jimi byl ohromen natolik, že si na tomto zhruba dvoutýdenním pobytu zcela ujasnil, čemu se chce v budoucnu naplno věnovat – malířství.

#### Návrat do Ivančic
Po návratu do Ivančic začal Mucha pracovat jako písař u okresního soudu. Mezi tím také v Ivančicích pomáhal řadě vlasteneckých spolků a místnímu kroužku divadelních ochotníků, zejména co se výtvarné činnosti týče, například jim maloval kulisy, plakáty či navrhoval pozvánky. Zároveň si na radu svého bývalého učitele z Brna profesora Zeleného podal v roce 1878 přihlášku na pražskou Akademii, avšak neúspěšně, v přijímacím řízení nepostoupil, proto se znovu vrátil k zapisování u soudu. I zde se snažil co nejvíce uplatnit své výtvarné nadání a ve volných chvílích například zdobil stránky knih krásně psanými iniciálami. Přílišná iniciativa tohoto druhu se mu však nakonec vymstila, když jednou, místo toho, aby zapsal iniciály souzených cikánů, všechny nakreslil. To vedlo k tomu, že mladého výtvarníka Muchu od soudu vyhodili.
Na řadu tak přišlo hledání si nového zaměstnání a právě tehdy Mucha v novinách objevil inzerát, ve kterém se psalo, že firma Kautsky-Brioschi-Burghard hledá malíře pro tvorbu divadelních kulis a opon. Na inzerát zareagoval a obratem se mu dostalo kladné odpovědi. Devatenáctiletý Mucha tak na podzim roku 1879 odjel do Vídně.

### Ve Vídni a Mikulově (1879–1882)

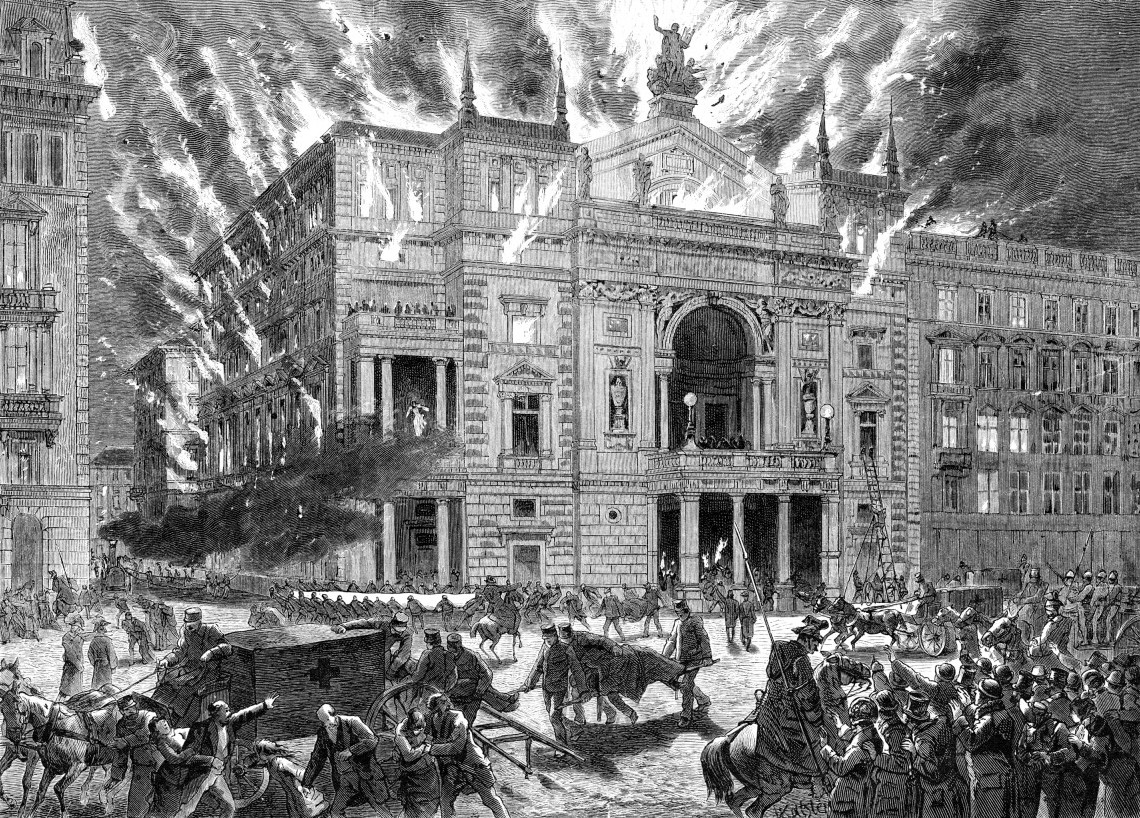
Dobová kresba zachycující požár vídeňského divadla Ringtheater

Tehdejší Vídeň zažívala období svého největšího rozmachu, kulturního i hospodářského, což asi nejvíce dokazovala Ringstrasse, okružní třída nově vybudovaná na místě bývalého opevnění. A právě zde, v tomto bujarém velkoměstě, našel Mucha práci, která mu skutečně vyhovovala a jako zaměstnanec divadelní firmy měl navíc volné vstupné na všechna představení. Jeho nadšení nicméně zarazil požár 8. prosince 1881 v jednom z největších divadel, Ringtheater, při němž celá budova shořela a s ní i zhruba čtyři až pět set diváků, kteří se v ní během onoho osudného přestavení nacházeli. Firma Kautsky-Brioschi-Burghard, jejímž bylo divadlo Ringtheater největším odběratelem, se po katastrofě dostala do značné finanční ztráty a byla nucena propustit několik svých zaměstnanců, mezi nimi i tehdy nejmladšího Alfonse Muchu. S pěti zlatými v kapse tak vyrazil zpět na Moravu. Celkově však dala Vídeň Muchovi hodně; nejenže se zde naučil hrát na kytaru, zároveň se mu v divadelních kursech dostalo prvních skutečných základů malířství.

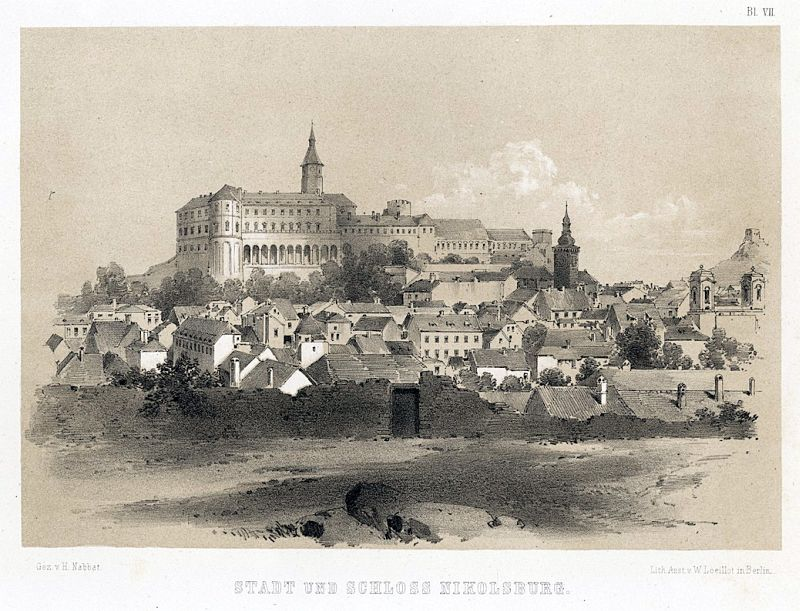
Litografie historického Mikulova od H. Nabbatha, 1868

Při své cestě zpět však tentokrát Mucha udělal výjimku a místo, aby odjel do svých rodných Ivančic, tak z vídeňského nádraží Františka Josefa vyrazil směrem více na sever, kde ho v jízdním řádu vlaků zaujal název Laa a do městečka v Dolních Rakousích se tedy vypravil. Po příjezdu nicméně pocítil spíše zklamání; jeho očekávání se zřejmě nenaplnila. Proto si jen nakreslil místní zříceninu a vyrazil dál – do Mikulova. Na další cestu už stejně neměl peníze, proto na mikulovském nádraží vystoupil a šel si prohlédnout město. Ubytoval se v hotelu U Lva. Další den ráno šel s onou kresbou zříceniny z Laa za místním knihkupcem Thierym, který mu za ni dal pět zlatých, což byly tehdy pro Muchu velké peníze. Dal se tak do dalšího kreslení, tentokrát však místních obyvatel, a hned následující den šel s portrétem mladé ženy znovu za Thierym, který jej ihned vystavil ve výkladní skříni. Mucha se těšil na další peníze, když se ale Thiery třetí ani čtvrtý den neozýval, rozhodl se za ním zajít sám. Až u něj Mucha zjistil, jaké pozdvižení jeho obraz způsobil. Namaloval totiž ženu místního lékaře, což by samo o sobě nebylo nic zvláštního, kdyby pod kresbu Thiery nepřidal poznámku s nápisem „Za pět zlatých v hotelu U Lva“. Skandál se podařilo vysvětlit a ve výsledku navíc Muchovi přinesl výhodu – všichni totiž věděli, že se ve městě usadil malíř.
Tehdejší Mikulov si Muchův styl dosti oblíbil. Dostával mnoho nabídek práce, i když spíše kaligrafického než malířského charakteru, na tvorbu různých plakátů, oznámení či pozvánek. Vymaloval místní divadlo, ve kterém rovněž občasně působil. Na hudebních večerech hrával na housle nebo kytaru a v sezóně byl také často zván na nejrůznější plesy. Díky dostatku práce se jeho poměry zlepšily natolik, že byl schopen přestěhovat se do nového bytu v podniku Badel.

### Setkání s rodem Khuen-Belasiů (1883–1885)

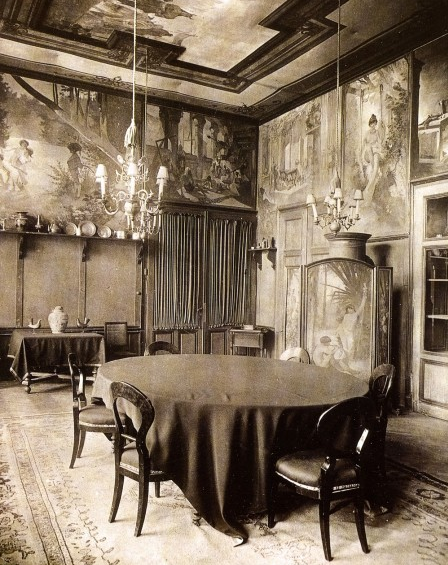
Interiér s Muchovými dekoracemi na Emmahofu

Nedlouho poté dostal zakázku od jistého pana Bergera, správce velkostatku hraběte Eduarda Khuen-Belasiho, majitele rozsáhlých pozemků a několika cukrovarů okolo Hrušovan. Berger se ve volném čase věnoval řezbářství a od Muchy chtěl nakreslit ornamenty pro vykládání velké stolní desky. Mucha tedy něco nakreslil a Berger byl z díla tak nadšený, že se později stali dobrými přáteli. Další kontakt s rodem Khuen-Belasiů nastal u příležitosti šedesátin původního majitele panství, tchána hraběte Khuen-Belasiho, Eduarda Friedricha Kammel von Hardeggera, kdy Mucha musel pro úředníky nakreslit blahopřejnou adresu. Netrvalo dlouho, a přišla zakázka i od samotného hraběte, který si v lesích nedaleko Hrušovan nechal postavit nový zámek, Emmahof, a od Muchy chtěl, aby mu tam freskami vyzdobil jídelnu. Ten neváhal a pustil se do práce. Profesor Čadík ve své rukopisné monografii o Alfonsi Muchovi píše, že nástěnné malby v Emmahofu byly prvním vážnějším výtvarným úkolem, před který byl náhle postaven, a zároveň upozorňuje na skutečnost, že Muchovými vzory nebyli staří mistři, nýbrž moderní ilustrátoři. V tomto období také vytvořil kresby jako Polednice, Modlitba za dítě nebo Únos Evropy; ta poslední se jako jediná dochovala.
Muchova práce zaujala hraběte natolik, že se po dokončení zakázky na Emmahofu rozhodl i nadále Muchu podporovat a stát se jeho mecenášem. I přes nabídku od firmy Kautsky-Brioschi-Burghard, která se postupně vzpamatovala z finančních ztrát, aby se vrátil zpět do Vídně, se Mucha rozhodl přijmout hraběcí pozvání a na přelomu let 1883 a 1884 vyrazil za jeho bratrem Egonem na rodinný hrad Gandegg v Jižním Tyrolsku.
Mucha v Tyrolích pobyl zhruba rok a půl. Z té doby se dochovalo několik ilustrací, které připravil do humoristických a divadelních periodik, kterými byla například Fantaz, Krokodýl či Slon, většinou vydávanými manželem Muchovy sestry Anny Filipem Kubrem. Hrabě Egon, sám malíř amatér, s Muchou sdílel jeho zálibu v umění a kromě zdí místností hradu mu poskytl i své výtvarné potřeby. Často s ním také chodil malovat do plenéru nebo ho brával na lov do okolních hor. A protože v něm viděl potenciál, tak mu na radu profesora Kraye nabídl možnost financování jeho studií v Mnichově. Ještě předtím však stihli vykonat společnou cestu po Itálii.

### Studia malířství a další výtvarné úspěchy (1885–1894)

#### Mnichov (1885–1887)

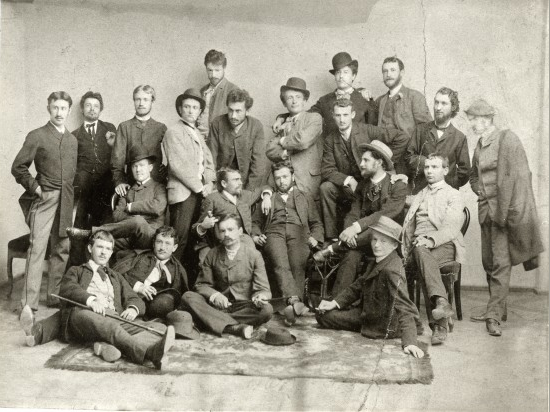
Studenti na akademii v Mnichově, 1886: Widhopff (uprostřed), Mucha (z profilu) a Mašek (vpravo). Marold a Pasternak pak jsou někde mezi stojícími

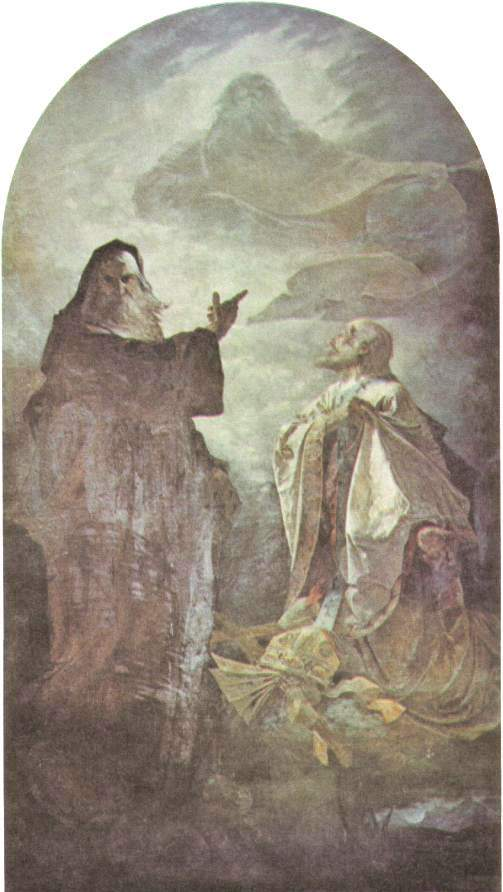
Obraz Cyrila a Metoděje darovaný pro osadu českých kolonistů Písek v Severní Dakotě, 1887

Na podzim roku 1885 složil Mucha zkoušku z figurálního malířství a byl přijat do předposledního ročníku na Akademii výtvarných umění k učitelům Ludwigu von Löftzovi a Johannu Casparu Herterichovi. Tehdejší Mnichov byl uměleckým centrem dalece přesahující rámec střední Evropy. Díky mnichovské výtvarné škole a ohromným investicím krále Ludvíka II. výtvarně vzkvétal, ale byl dosti konzervativní. Ze všeho dýchala minulost, klasicismus a snaha o kopírování starých vzorů. Žáci na Akademii se předháněli v historických rozměrech a teatrálnosti svých děl. Nemalé procento z nich tvořili studenti z českých zemí, které sdružoval spolek Škréta. Byli mezi nimi například Joža Uprka, Augustin Němejc, Luděk Marold nebo Karel Vítězslav Mašek, všichni Muchovi pozdější přátelé. Název spolku, jehož se stal Mucha po Uprkovi předsedou, byl odvozen od barokního malíře Karla Škréty. Za Muchova předsednictví bylo členství umožněno všem Slovanům studujícím v Mnichově a od té doby se také datuje jeho přátelství s ruskými malíři Leonidem Pasternakem, otcem básníka Borise, a Davidem Widhopffem. Právě s Widhopffem a Uprkou se takřka denně scházeli v Muchově pokoji na Amaliestrasse, kde si navzájem dávali kompoziční úlohy, které později uveřejňovali v časopise Paleta a dalších mnichovských periodikách. V rámci spolku také založili zhruba dvanáctičlenný pěvecký sbor, takže ve výsledku měl Mucha kromě hraběcích i několik dalších stálých příjmů. V roce 1886 byl iniciátorem myšlenky sepsat pozdravný diplom, v němž škrétovci demonstrativně vystoupili na obranu Mikoláše Alše před útoky tisku a ve kterém jej jako reakci na to jmenovali čestným členem spolku. Aleš na toto mládežnické gesto nikdy nezapomněl a z pozdější korespondence je zřejmé, že si Muchovy tvorby velmi vážil.
Prázdniny roku 1886 strávil Mucha na zámku v Hrušovanech, kde namaloval několik nástěnných obrazů pro čerstvě přestavěnou nemocnici. Šlo o starý zámek stojící přímo v Hrušovanech, který hrabě a jeho rodina využívali před svým přestěhováním do Emmahofu. Mezi studii také vytvořil velkoformátový obraz Cyrila a Metoděje pro kostel sv. Jana Nepomuckého v osadě českých kolonistů Písek v Severní Dakotě. Kromě toho se ze stejného období dochovala ještě Muchova ročníková práce z roku 1886 Zuzana v lázni a několik ilustrací pro švagra Kuberu.
Po dokončení studií v Mnichově se Mucha vrátil zpět do Emmahofu, kde se dále věnoval malování fresek, tentokrát v nově vybudovaném kulečníkovém sále. Ten měl původně sloužit jako zimní zahrada, jenže někdo otočil stavební plány a místo na slunečnou ji postavili na chladnou severní stranu. Nicméně výzdoba v kulečníkovém sále ani žádné jiné nástěnné malby v Emmahofu, hrušovanském zámku či Gandeggu se (až na několik málo výjimek) nedochovaly.

#### Paříž (1887–1894)

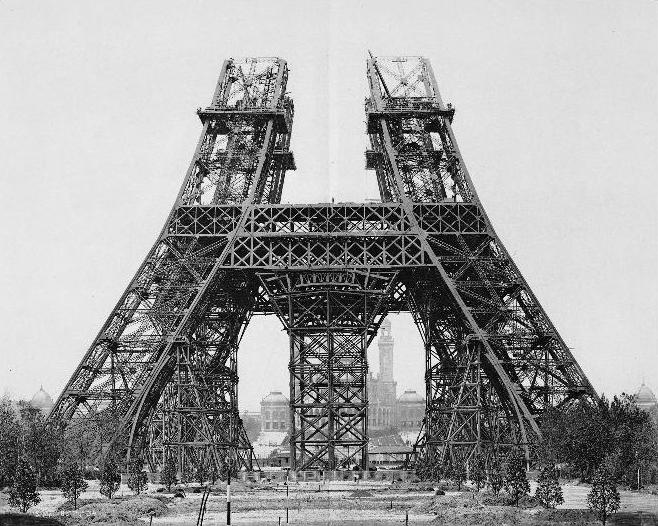
Fotografie právě rozestavěné Eiffelovy věže, jejíž stavba započala s Muchovým příjezdem do Paříže, tedy koncem roku 1887

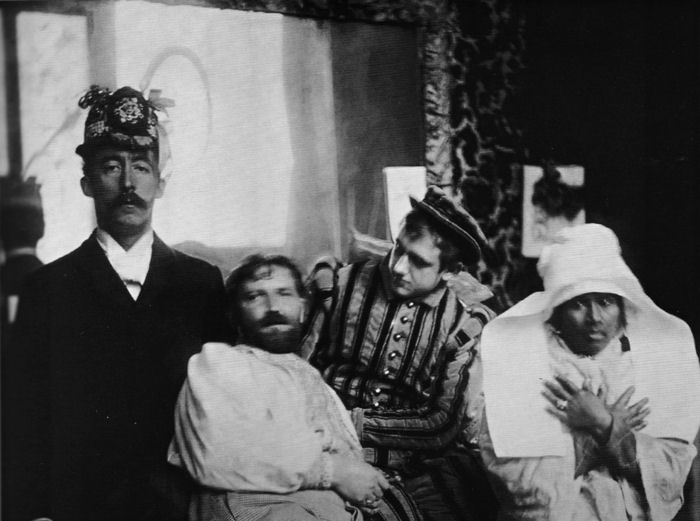
Alfons Mucha se svými přáteli ve studiu na rue de la Grande Chaumière: Gauguin (vlevo), Marold (uprostřed), Annah la Javanaise (vpravo)

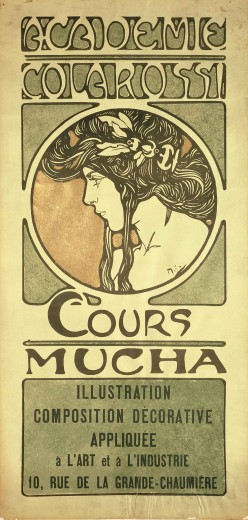
Plakát k Muchově kurzu na akademii Colarossi, 1892

Na podzim roku 1887 odjel Mucha do Paříže, aby pokračoval ve svých studiích. Město, které v letech 1852–1870 prošlo kompletní modernizací, bylo pravým opakem Mnichova – vše tu zářilo novotou a navíc se tu dařilo novým směrům, období rozmachu zažíval impresionismus, postimpresionismus či symbolismus, avšak ani tradiční akademismus nebyl zcela na ústupu. Mucha do Paříže nepřijel sám, po celou dobu s ním cestoval i jeho přítel Karel Vítězslav Mašek. Původně se měli v plánu ubytovat na rue du Faubourg-Saint-Denis, tehdy obývané převážně umělci a herci z okolních divadel, Mašek však trval na bytě s výtahem, který nakonec našel až na levém břehu Seiny na rue de Seine, Mucha ale zůstal. Společně se hned den po příjezdu nechali zapsat na Académia Julian, v té době populární jak mezi Francouzi, tak cizinci. Akademie byla zároveň jednou z mála, která ke studiu přijímala také dívky. Muchovými učiteli se stali Jules Joseph Lefebvre, Jean-Paul Laurens a Gustave Boulanger, ten však brzy nato v roce 1888 zemřel.
Mucha měl po celou dobu svého pobytu v Paříži pevně stanovený program, když však měl zrovna volno, tak s Maškem chodíval do české restaurace manželů Husákových, nacházející se v blízkosti Opery. 
Když do Paříže přijeli i zbylí přátelé z Mnichova, scházeli se všichni poblíž Maškova bytu v malé restauraci na rue de Seine, kde zároveň nedlouho poté založili spolek Lada. Ten měl po vzoru Škréty sdružovat všechny Slovany, nebyl však tak silně angažovaný a stal se spíše připomínkou starých časů. Předsedou spolku byl opět zvolen Alfons Mucha.
Prázdniny roku 1888 trávil opět v Hrušovanech, na několik dní dokonce odcestoval do Vídně, aby si mohl naskicovat figury pro své další práce. Kvůli zdržení při malování fresek se zpět do Paříže vrátil až v polovině listopadu, tentokrát již však ne na rue du Faubourg-Saint-Denis ani akademii Julian. Našel si nový byt na rue Bara v Latinské čtvrti a začal navštěvovat akademii Colarossi, která tehdy podobně jako Julian představovala alternativu ke konzervativní École des Beaux-Arts. Stejně jako minulý semestr měl i teď značně napjatý program, na akademii se nechal zapsat do všech tří nabízených kurzů, volno tak měl pouze v neděli. Během něho rád chodil kreslit pouliční život nebo objevovat krásy Paříže, navštěvoval Louvre nebo pozoroval již skoro dostavěnou Eiffelovu věž, s dvěma sty franky, které každý měsíc dostával od hraběte, to pro tehdy devětadvacetiletého Muchu nepředstavovalo žádný problém. Tomu měl ale brzy přijít konec. Začátkem února 1889 objevil na svém stolku dopis od hraběte Khuen-Belasiho, ve kterém stálo, že se jej rozhodl již nadále finančně nepodporovat. Důvod neuvedl, dá se však předpokládat, že tomu bylo z výchovných důvodů, aby ho donutil postavit se na vlastní nohy. Další vysvětlení se nabízí při pohledu do mnichovské matriky, v níž u Muchova jména stojí „Škrtnut pro neplacení školného“ – hrabě se teprve nyní mohl dozvědět, že peníze padly místo školného na jiné účely a Muchovi tak chtěl udělit lekci. I přesto však spolu zůstali i nadále v kontaktu a vzájemně se respektovali. Mucha o hraběti později napsal, že pro něj byl „velkou morální autoritou“.
V této nelehké situaci byl Mucha nucen opustit akademii Colarossi a celkově se hodně uskromnit. Na jídlo chodil spolu se svým přítelem Rudolfem Váchou k otci Michaudovi, který vlastnil restauraci na rohu avenue du Maine, protože ten jediný je nechával platit na dluh. Později pak ani nevycházel z domu. Pomyslná záchrana přišla až jednoho dne v podobě Henriho Bourreliera, spolumajitele nakladatelství Armand Colin, který si od Muchy objednal několik ilustrací a rázem mu nabídl i stálé zaměstnání.
Zhruba v polovině roku 1890 se Mucha na popud svého přítele Poláka Władysława Ślewińského přestěhoval do bytu č. 13 na rue de la Grande Chaumière, který ležel přímo nad crèmerií madame Charlotte. Crèmerie ležela v těsném sousedství akademie Colarossi a brzy se stala oblíbeným místem mladých umělců, včetně Muchy, znovu se zde setkal se spoustou dřívějších spolužáků z Mnichova i Paříže, nově se také navíc seznámil s Paulem Sérusierem, Gauguinem a dalšími členy skupiny Nabis. Gauguin v roce 1891 s vidinou možného úspěchu odjel na Tahiti, když se pak po dvou letech v srpnu 1893 vrátil zpět do Paříže, byl zcela bez peněz. Pomocnou ruku mu nabídl právě Mucha, který ho nakrátko nechal ubytovat ve svém bytě, v té době již však ne na rue de la Grande Chaumière č. 13, ale v domě č. 8 ležícím přímo naproti. Krátce nato také koncem léta téhož roku chytil Mucha tyfus, kterému málem podlehl.
Během dvou let, kdy byl Gauguin pryč, se Muchovi povedlo dostat se z nejhoršího a stát se poměrně uznávaným výtvarníkem. Ilustroval řadu knih, mezi nimi například Adamité od Svatopluka Čecha, Contes des grand'mères (Příběhy babiček) od Xaviera Marmiera nebo Scenes et Épisodes de l'Histoire d'Allemagne (Výjevy a epizody z německé historie) od Charlese Seignobose, za ilustrace v ní dokonce získal čestnou medaili Salonu, a mnohé další, kromě toho také navázal spolupráci s pražskými nakladatelstvími Šimáčkovým a Ottovým, které začaly jeho kresby uveřejňovat ve svých časopisech jako Zlatá Praha či Světozor. Vyjma českých periodik, pravidelně přispíval i do několika francouzských. Stále častěji také za Muchou začali chodit studenti z akademií s žádostmi o pomoc s kompozicí a kresbou. Ze začátku je přijímal ve svém bytě, když už však místo nestačilo, tak se v roce 1892 rozhodl, že si otevře vlastní kurz (Cours Mucha). Prostory pro něj mu propůjčila akademie Colarossi. Kurz byl mimo jiné tak úspěšný, že mu později, v roce 1898, nabídl James McNeill Whistler místo vyučujícího na akademii Carmen.

### Profesní dráha (1895–1903)

#### Průlom v kariéře

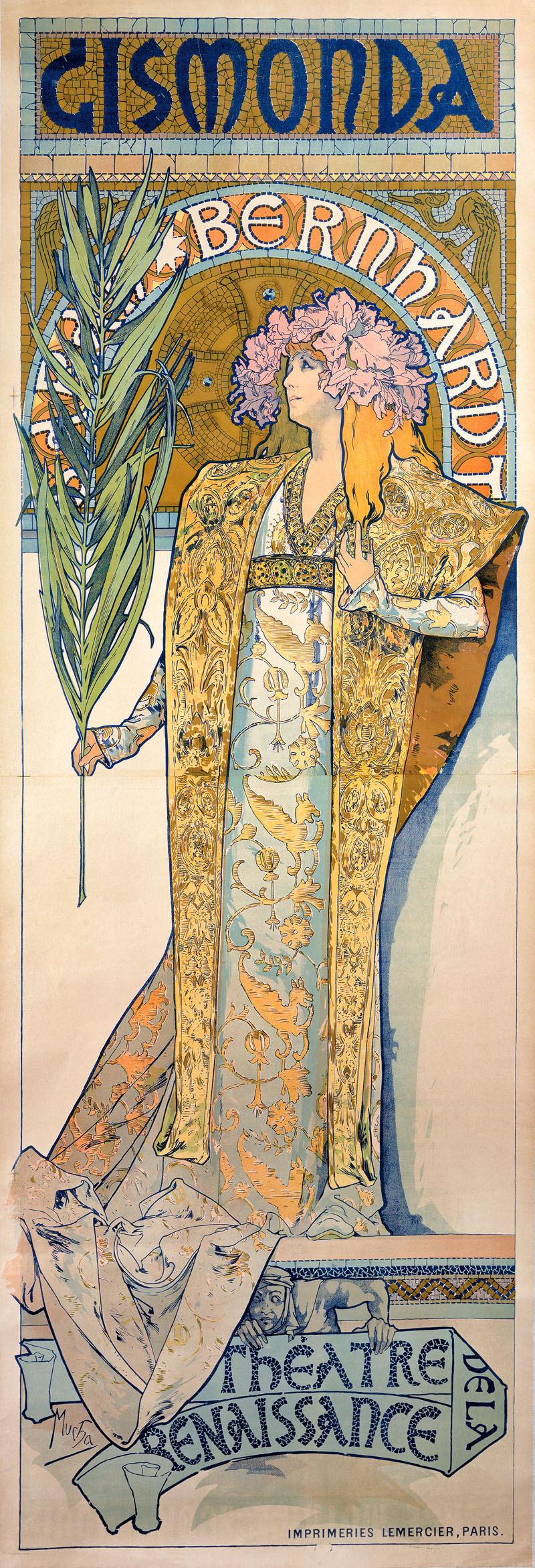
Plakát k divadelní hře Gismonda, který znamenal průlom v Muchově kariéře

Opravdový zlom v jeho kariéře však nastal až koncem roku 1894. 26. prosince Muchu oslovil Maurice de Brunoff, ředitel tiskárny Lemercier, s tím, že mu právě volala Sarah Bernhardtová. Prý potřebuje vytvořit plakát pro svou nejnovější hru, Gismondu. Ovšem problém je v tom, že plakát má být hotov a vylepen již ráno na Nový rok. Sarah byla úspěšná divadelní herečka a Mucha ji už jednou, v roce 1890 kreslil jako Kleopatru do Costume au Théâtre. I z toho důvodu Mucha spěšnou zakázku přijal a ještě ten večer se s de Brunoffem šli podívat na její představení, aby ji viděli naživo, což Muchovi usnadnilo přípravu základního návrhu. Sedmadvacátého byl pak hotový návrh ve skutečné velikosti zaslán do divadla a den nato přišla odpověď. Ta byla, i přes počáteční skepsi de Brunoffa, velmi příznivá, Sarah byla z plakátu přímo nadšená, a tak nejen že jej nechala poslat do tisku, ale zároveň s Muchou podepsala kontrakt na dalších šest let spolupráce. 1. ledna 1895 již plakát visel v pařížských ulicích a u místních obyvatel způsobil naprostou senzaci.
Sarah měla vlastní divadlo na bulváru Saint-Martin, Théâtre de la Renaissance, kde Mucha většinu svého času působil. Kromě tvorby plakátů se věnoval i spolupráci s režií a navrhování výprav a kostýmů.
Po Gismondě následovala celá řada dalších zakázek, celkově Mucha pro Sarah Bernhardtovou vytvořil šest dalších plakátů (Dáma s kaméliemi, 1896; Lorenzaccio, 1896; Samaritánka, 1897; Médea, 1898; Tosca, 1898; Hamlet, 1899). Kromě nich mu však úspěch přinesly i plakáty reklamní (Job, 1896; Biscuits Lefèvre-Utile, 1896; Bières de la Meuse, 1897; F. Champenois Imprimeur-Éditeur, 1897; Byzantské hlavy: Plavovláska a Tmavovláska, 1897; Ovoce, 1897) a další díla dekorační malby, mimo jiné vznikaly například série jako Čtyři roční období (1896), Čtvero umění (1898), Květiny (1898), Části dne (1899), Drahokamy (1900) či Měsíc a hvězdy (1902). V tomto období se rovněž intenzivně věnoval grafice užité (jídelní lístky, divadelní programy) a grafice knižní (Ilséa, princezna Tripolisská, 1897; Otčenáš, 1899). Většina z těchto děl již byla nově, od roku 1896, vydávána společností Imprimerie Champenois, důvodem této změny byl soudní spor, který měla Sarah s původním tiskařem, Lemercierem.

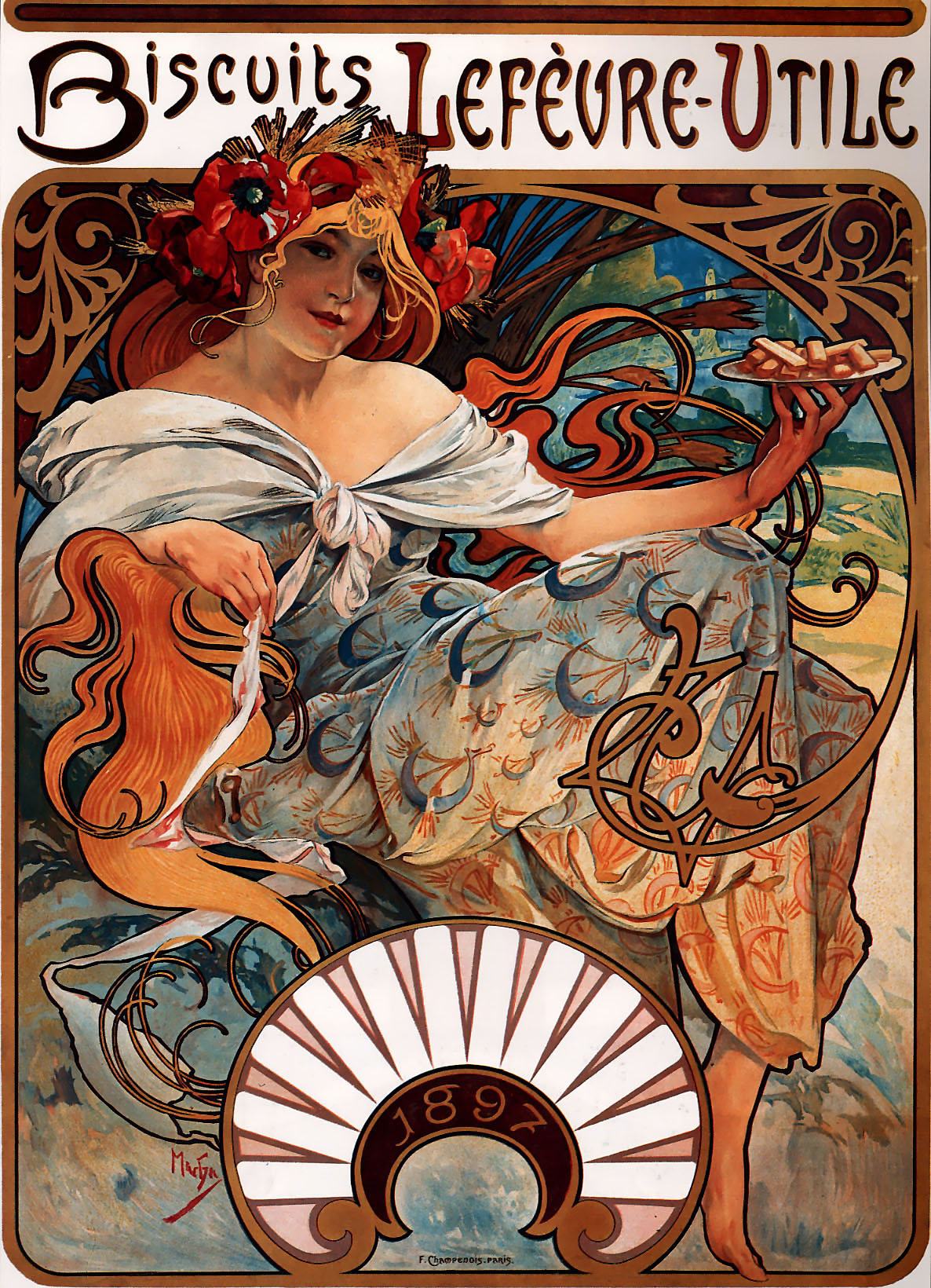
Biscuits Lefèvre-Utile, 1896
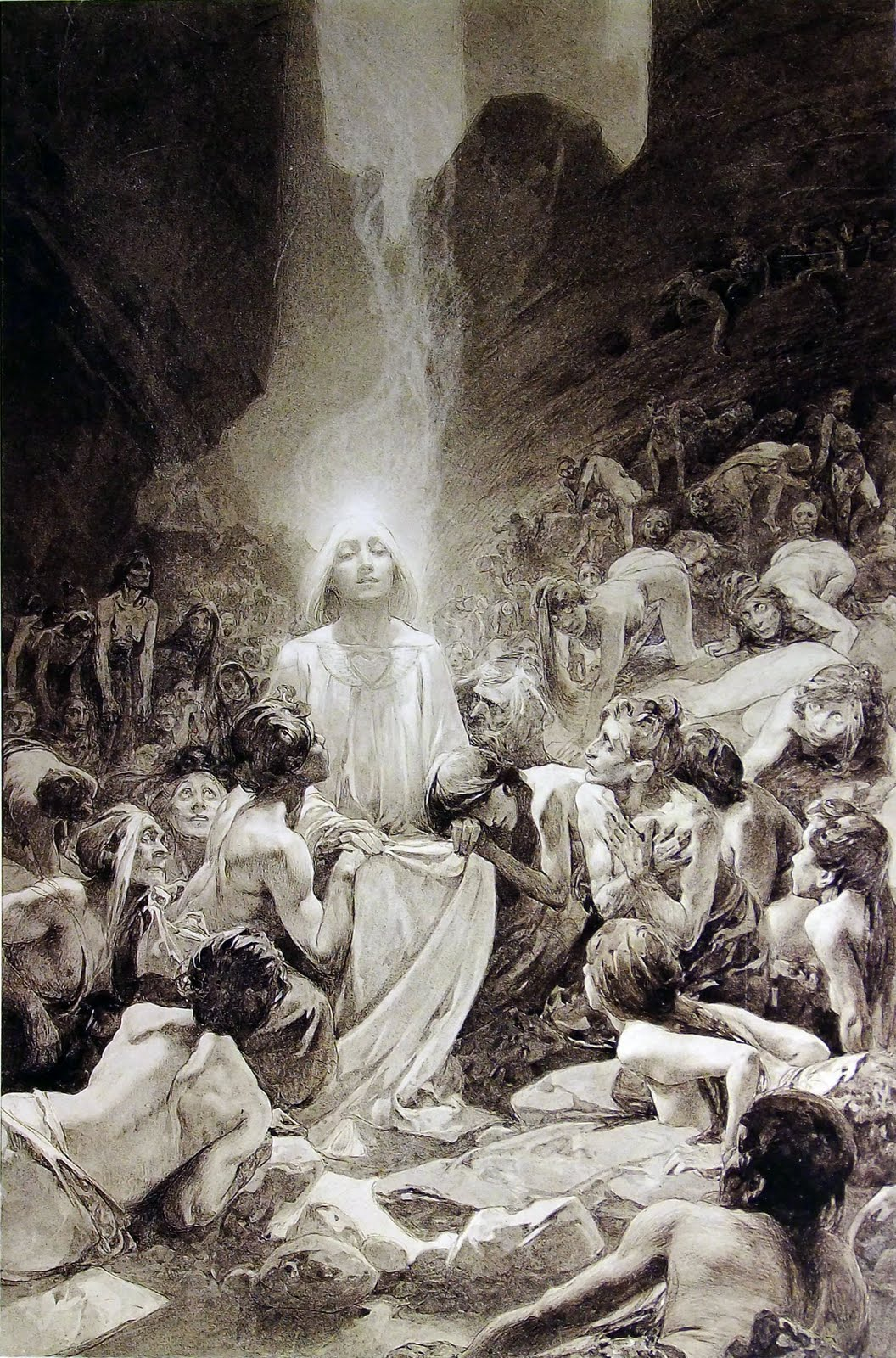
Ilustrace z Otčenáše, 1899
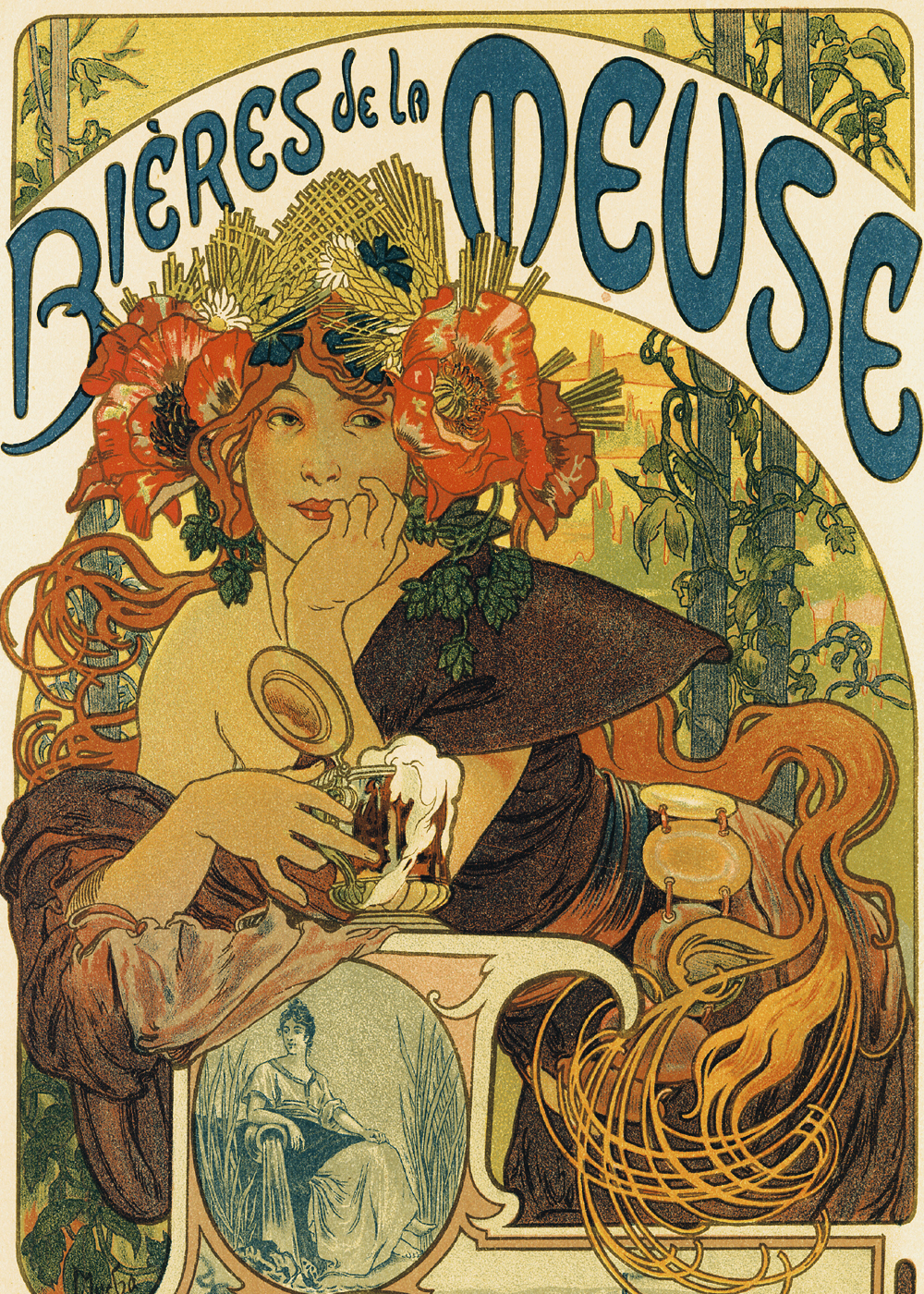
Bières de la Meuse, 1897
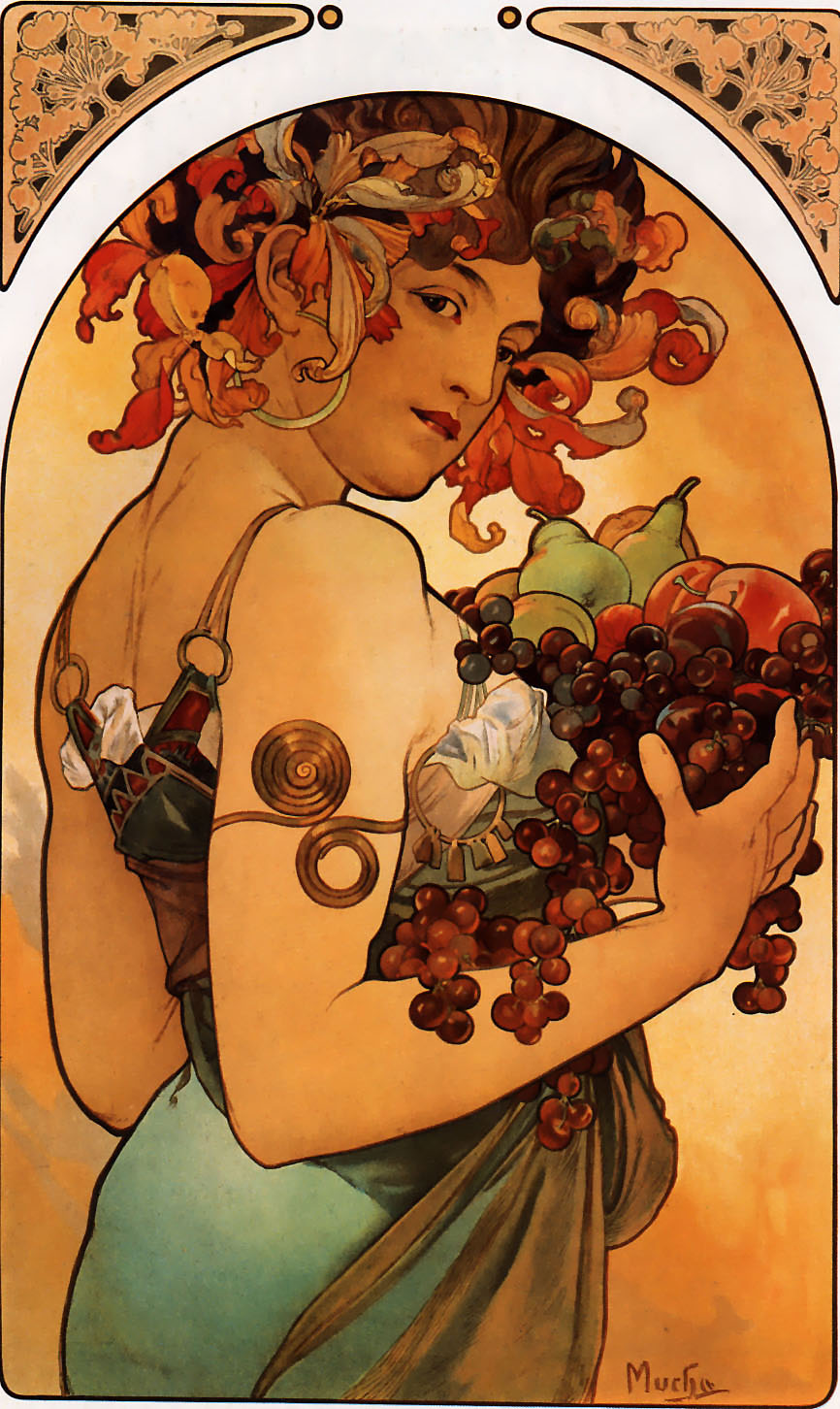
Ovoce, 1897

Úspěšná kariéra Muchovi v létě 1896 dovolila se přestěhovat do většího ateliéru v čísle 6 na rue du Val-de-Grâce, ležícím blízko tiskárny. Od roku 1896 se také Mucha začal stýkat se skupinou umělců kolem avantgardního časopisu La Plume. Ten byl založen roku 1889 francouzským novinářem a básníkem Léonem Deschampsem a od té doby navázal styky s mnoha známými malíři, pravidelnými přispěvateli byli například Toulouse-Lautrec, Denis, Gauguin, Pissarro, Signac, Seurat, Redon nebo Muchův dávný přítel Widhopff. Kromě publikování časopisu byla také skupina známá tím, že na adrese rue Bonaparte č. 31 pravidelně pořádala výstavy známé pod jménem Salon des Cent. Prvně se Mucha do jejích aktivit zapojil v březnu 1896, kdy navrhl plakát pro v pořadí již 20. výstavu, načež na té další, konané mezi květnem a červencem téhož roku, již rovnou vystavoval. Ještě předtím, v únoru, měl jednu menší výstavu v galerii Bodinière na rue Saint-Lazare, oproti Salonu des Cent, kde bylo k vidění 448 jeho děl, na ní však prezentoval jen část svých prací, přesněji 107, převážně plakátů a ilustrací. V rozmezí několika let pak následovaly další výstavy – v roce 1897 v pražském Topičově salonu a vídeňské galerii Artaria a o rok později v Chrudimi. Kromě plakátů pro obě výstavy v Salonu des Cent vzniklo v souvislosti s La Plume i několik dalších děl, mezi nimi například Zodiak (1896) nebo Snění (1898).
Jeho dalším velkým dílem měly být ilustrace pro Histoire d'Espagne (Španělské dějiny) od Charlese Seignobose, s nímž již kdysi spolupracoval, z jejich vydání sice nakonec sešlo, protože nakladatel zemřel, Mucha však kvůli nim v roce 1898 podnikl cestu do Španělska, kde si připravoval studie. Po celý rok také pomáhal zařizovat nové divadlo Sarah Bernhardtové, Théâtre Sarah-Bernhardt, které svůj provoz zahájilo v lednu následujícího roku.

#### Světová výstava

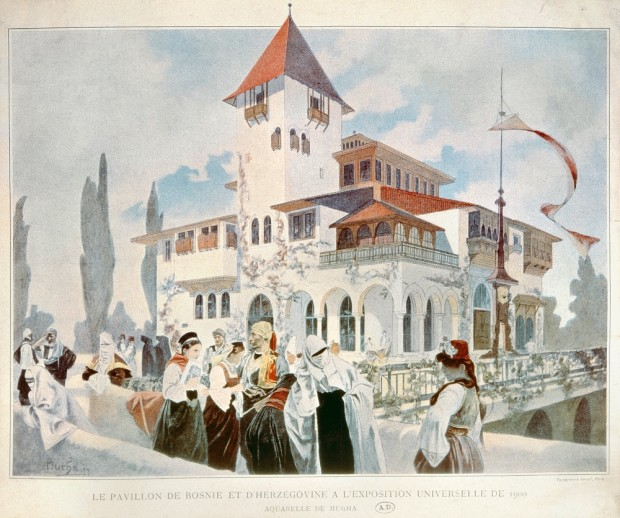
Ilustrace pavilonu Bosny a Herzegoviny od Alfonse Muchy publikovaná v Le Figaro Illustré v březnu 1900

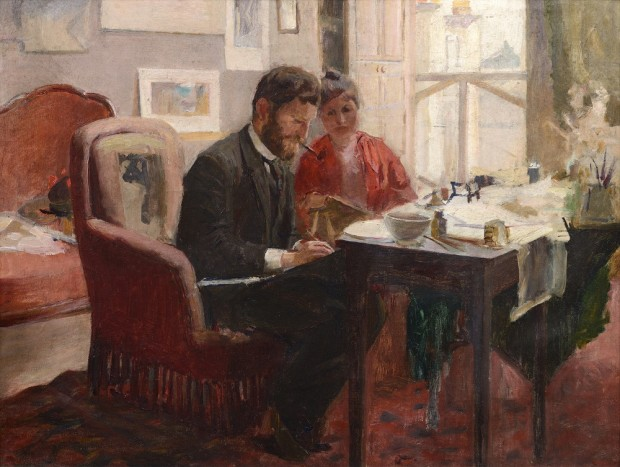
Autoportrét Alfonse Muchy kreslícího ve svém pařížském studiu s dýmkou v ústech

Přelom století se však nesl v duchu příprav ještě na jednu další velkou událost – světovou výstavu. Ta trvala od 15. dubna do 12. listopadu 1900, přípravy na ni nicméně započaly již několik let dříve. Alfonse Muchu v této souvislosti oslovili zástupci Rakouska ve věcech výstavy, že by byli rádi, kdyby se ujal výzdoby jednoho z pavilonů, konkrétně mělo jít o pavilon Bosny a Hercegoviny, kterou Rakousko-Uhersko od roku 1878 vojensky okupovalo a veřejnosti ji teď chtělo předvést v co nejlepším světle. Po zpracování základního návrhu uskutečnil Mucha v roce 1899 cestu po Balkáně, během níž si připravoval studie pro své obrazy. Hlavní část výzdoby samotného pavilonu představovaly tři dekorativní panely (panó), které se táhly podél celého sálu, vyobrazující květinovou borduru, výjevy z historie Bosny a Hercegoviny a figurální ilustrace z bosenské mytologie. Mimo to byl v průčelí pavilónu umístěn obraz obou krajů, u vchodu pak ještě ženská socha. Většinu těchto děl Mucha připravoval ve svém nově pronajatém ateliéru poblíž výstaviště, výjimku představovaly sochy, mezi nimi například La Nature a další, které tvořil u svého přítele Augusta Seyssese, majícího ateliér ve stejném domě jako Mucha na rue du Val-de-Grâce. Přípravou se též Mucha podílel na několika dalších projektech, jako například nikdy nerealizovaném pavilónu Člověka nebo návrhu šperků pro klenotníka Georgese Fouqueta, od něhož později získal zakázku na přestavbu průčelí a vnitřního zařízení jeho obchodu, největší úspěch však zaznamenal právě s pavilonem Bosny a Hercegoviny, za který mimo jiné od komise obdržel stříbrnou medaili. Velice úspěšná byla i výstava samotná, během sedmi měsíců, kdy trvala, ji navštívilo necelých 50 milionů lidí, což představovalo tehdejší rekord.
V létě 1902 doprovázel Mucha svého přítele francouzského sochaře Augusta Rodina na cestě do Prahy, kterou uskutečnil při příležitosti výstavy svých děl pořádané Spolkem výtvarných umělců Mánes. Kromě toho se též společně vypravili na moravské Slovácko, kde navštívili malíře Jožku Uprku v jeho domě v Hroznové Lhotě. Tentýž rok také Muchovi vyšel jeho sborník nazvaný Documents décoratifs, obsahující nejrůznější návrhy, vzory a předlohy, které měly sloužit pro inspiraci uměleckým řemeslníkům a studentům uměleckoprůmyslových škol.
Na podzim roku 1903 se Mucha poprvé seznámil s Marií Chytilovou. Ta Muchu prvně viděla již o rok dříve při jeho návštěvě Prahy, první osobní setkání nicméně přišlo až teď. Marie tehdy jako jednadvacetiletá studentka z Chrudimi přijela do Paříže, aby zde studovala malbu na akademii Julian. Brzy však zjistila, že její dvouletá příprava na Uměleckoprůmyslové škole v Praze zřejmě nebude stačit, a proto si přes svého strýčka Karla Chytila, profesora dějin umění, domluvila soukromé hodiny u Muchy. V té době ještě Marie bydlela u příbuzných na boulevard Poissonnière, s Muchovou pomocí se však krátce nato přestěhovala do penzionu na rue Notre-Dame-des-Champs, odkud nově každé ráno docházela do akademie Colarossi, kam si na jeho radu podala přihlášku. Od té doby se také začali scházet pravidelně, vždy každou sobotu v ateliéru číslo 6 na rue du Val-de-Grâce.

### Pobyt v Americe (1904–1909)

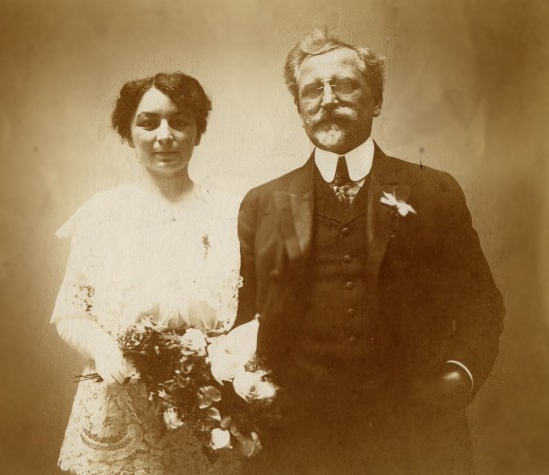
Fotografie Marie a Alfonse Muchových pořízená v den jejich svatby, 1906

Následujících několik let strávil Mucha mezi Evropou a americkým New Yorkem, kde při svých cestách pobýval.

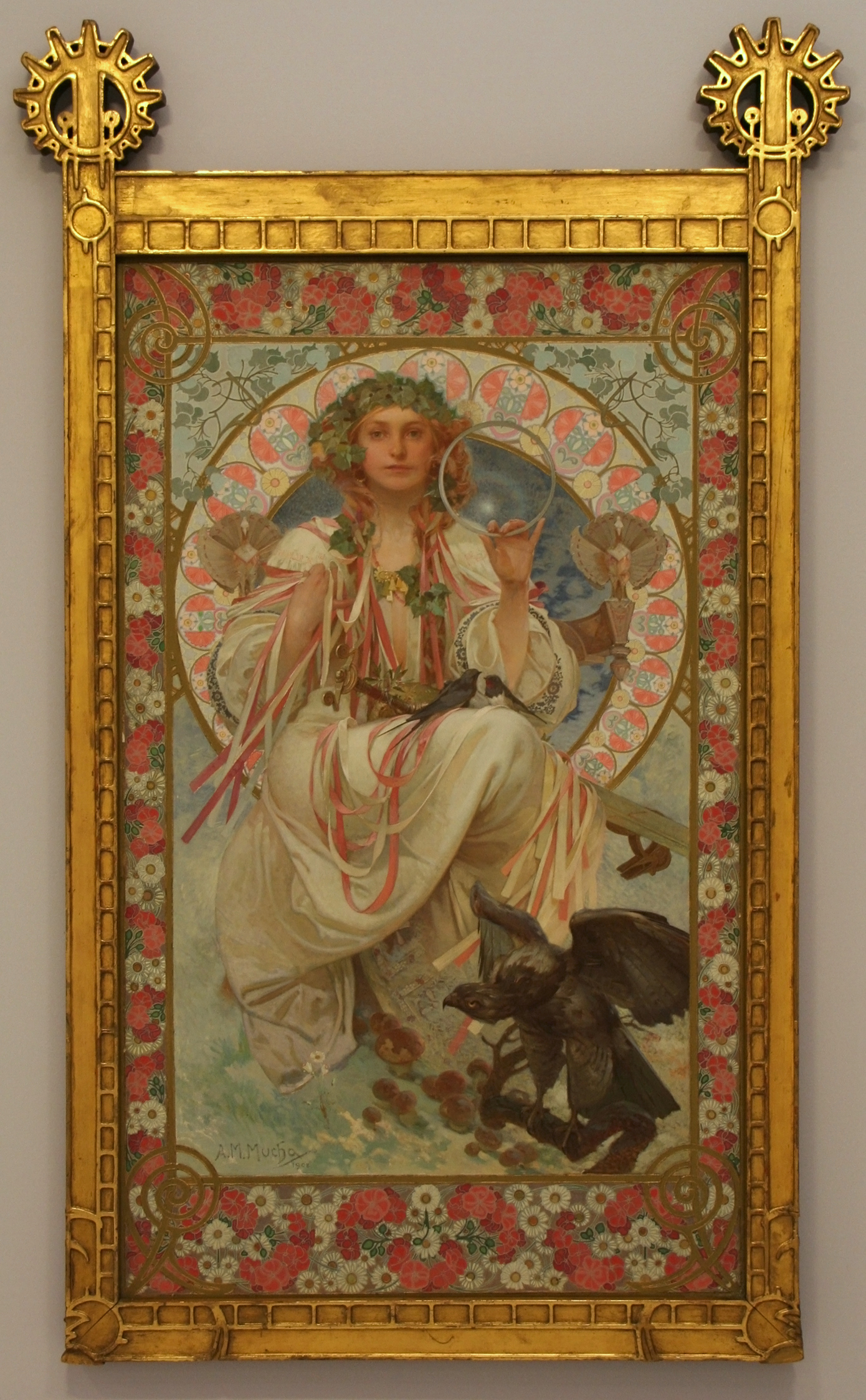
Portrét Josephine Crane Bradleyové, kterou Mucha na svém obrazu zpodobnil jako Slávii, 1908

Svou první cestu uskutečnil z francouzského přístavu Le Havre v únoru 1904. O Muchově značné popularitě v tomto období svědčí vehementní zájem novinářů, který jeho příjezd doprovázel. A nebyla to pouze média, která o něj jevila zájem, celý jeho pobyt se nesl v duchu velkého pracovního vytížení. Muchova pozornost se nově v naději na lepší výdělky přenesla spíše k portrétové malbě, se značnými potížemi se též pokoušel o změnu techniky přechodem z pastelu na olejomalbu. Malba portrétů sice byla výnosná, nicméně též časově zdlouhavá, musel proto opustit od svého původního záměru a stejně jako v Paříži přijímat i zakázky na tvorbu obálek časopisů, plakátů a reklamy. Úspěch naopak slavil jako pedagog, od dubna 1905 totiž v rámci svého vlastního kurzu (Cours Mucha) přednášel na Newyorské škole aplikovaného designu pro ženy, díky čemuž se mimo jiné skrze svou žačku, prezidentovu příbuznou, jistou Mrs. Meritt, seznámil s Theodorem Rooseveltem.
V létě 1906 se Mucha vrátil zpět do Čech, kde se 10. června oženil s Marií Chytilovou. Svatební obřad se konal v kapli sv. Rocha Strahovského kláštera. Ještě ten den novomanželé odjeli na chalupu malíře Špillara do Pece pod Čerchovem, kde strávili prvních šest týdnů, a poté společně odjeli zpět do USA.
Po příjezdu do Spojených států se zde novomanželé rozhodli natrvalo usadit. Jejich první cesta vedla do Chicaga, kde Muchovi 15. října začínaly přednášky na zdejším Institutu umění, při nichž pravidelně mluvil více než k pěti stům svým žákům, což dokazuje jejich značnou popularitu. Vyjma Chicaga přednášel i ve Filadelfii a New Yorku, kam se koncem roku s Maruškou společně přestěhovali. Nezanevřel však ani na výtvarnou činnost. Kromě grafických návrhů jako Savon Mucha (1906), Town Topics (1906), The Burr McIntosh Monthly (1907), Warnerové korzety (1909) nebo portrétu Josephine Crane Bradleyové (1908) jsou z tohoto období známé ještě například jeho práce na Obecním domě v Praze, hotelu La Salle v Chicagu či Německém divadle v New Yorku. S divadlem byla spojená i Muchova spolupráce s herečkami Maude Adamsovou, Leslie Carterovou a Ethel Barrymoreovou, pro které, stejně jako kdysi pro Sarah Bernhardtovou v Paříži, připravoval plakáty k jejich vystoupení.

### Slovanská epopej (1910–1928)
Pobyt ve Spojených státech nicméně Muchovi přinesl ještě jedno – myšlenku na vytvoření velkolepé série dvaceti velkoformátových obrazů, které by připomínaly dějiny slovanských národů od pravěku až po současnost. Tuto myšlenku v hlavě Mucha nosil již od svého příjezdu do Ameriky, až teď však vycítil možnost nalezení potencionálního investora. Tím byl Charles R. Crane, zámožný americký podnikatel, který se již nějakou dobu zajímal o slovanské národy a oblast východní Evropy všeobecně. Jejich první společné setkání se uskutečnilo v roce 1904 na jednom z newyorských banketů, kde Cranea zaujaly Muchovy názory. Náhoda je znovu svedla dohromady až po roce v Chicagu. A nebyly to pouze Muchovy názory na úlohu Slovanstva v budoucím uspořádání Evropy, které Cranea zaujaly, během prací na Německém divadle si pro svou dceru, Josephine, nechal od Muchy namalovat již zmiňovaný portrét. Ten měl takový úspěch, že se Crane rozhodl pro objednávku portrétu i pro svou druhou dceru, Frances, a právě při té příležitosti se jej Mucha roku 1908 rozhodl oslovit s nabídkou na svůj ambiciózní projekt. Vysvětlil mu, že se do Ameriky přestěhoval, aby vydělal peníze, které by mu umožnily své dílo darem věnovat Praze, prostředky se mu však i přes veškeré snahy nepovedlo získat. Crane projevil okamžitý zájem a již v prosinci následujícího roku Muchovi na účtu přistál první šek s penězi.

#### Návrat do Čech a práce na Epopeji

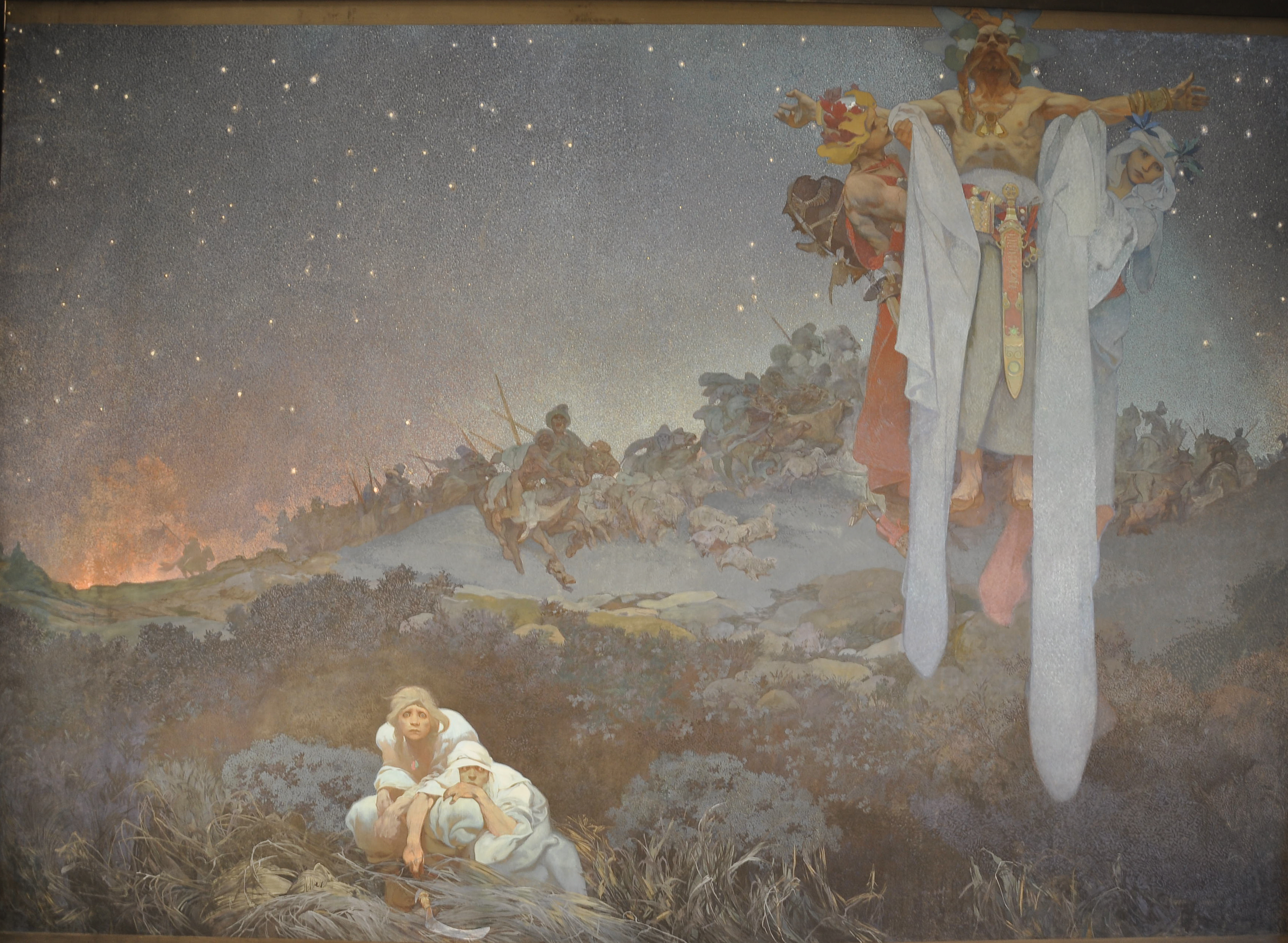
Slované v pravlasti, první obraz z cyklu namalovaný v roce 1912

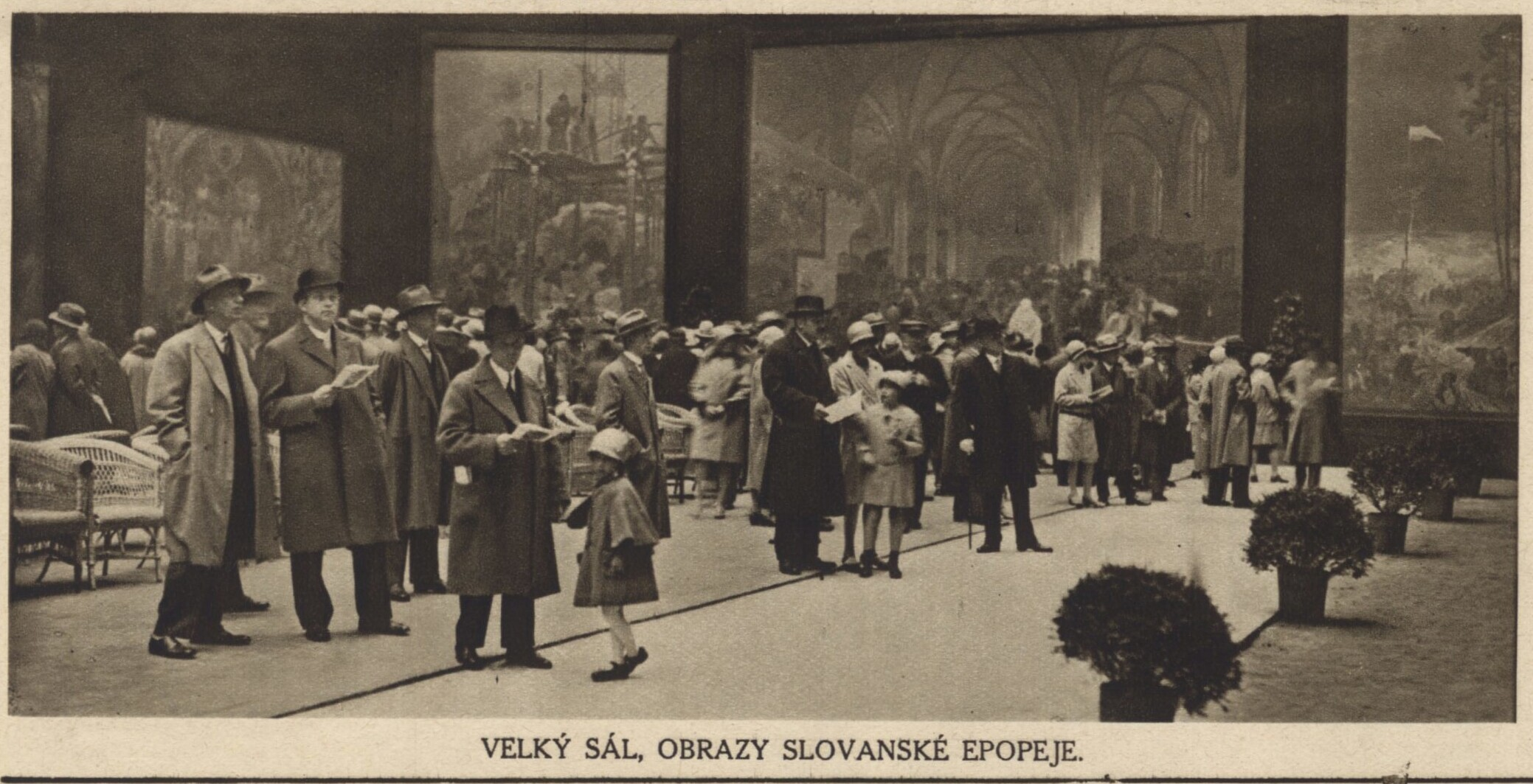
Dobová fotografie ze slavnostního předání Slovanské epopeje Praze na velké dvoraně Veletržního paláce, kde byla rovněž zahájena výstava celého cyklu, 1928

Se smluvenou finanční podporou se tak Mucha počátkem roku 1910 natrvalo vrátil zpět do Čech, kde si na zámku Zbiroh, postaveném koncem 12. století ve stejnojmenném městečku, pronajal tamní sál s prosklenou střechou, který mu následujících téměř dvacet let sloužil jako ateliér pro tvorbu velkoformátových obrazů Epopeje. Po toto období také na zámku se svou rodinou bydlel.
Následující rok po svém návratu řešil zejména technickou stránku celého projektu. Šest metrů vysoké lešení, které bylo rozděleno na několik poschodí, a plátna napínaná na železných rámech, jež umožňovaly obrazy kdykoliv rychle svěsit, svinout a transportovat, pro tyto účely vytvořil zkušený zbirožský řemeslník, pan Kozler. Sám Mucha pro svou vlastní přípravu zkušeností, náčrtků a fotografií ze svých cest po Rusku a jihoslovanských zemích, studoval veškerou dostupnou literaturu a své kroky konzultoval s odborníky tehdejší doby, mezi nimi například Ernestem Denisem či Čeňkem Zíbrtem.

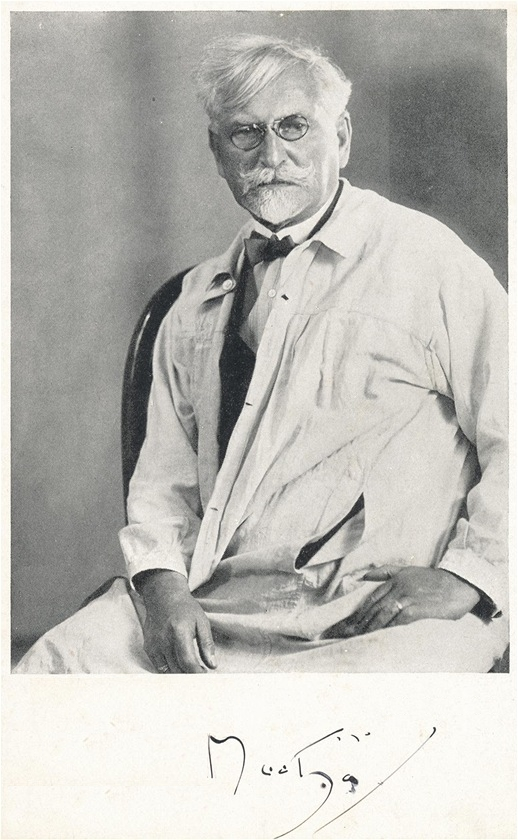
Muchova vlastní podobizna z období, kdy pracoval na Slovanské epopeji, 1928

První tři obrazy Epopeje, Slované v pravlasti, Slavnost Svantovítova na Rujáně a Zavedení slovanské liturgie na Velké Moravě, namaloval Mucha oproti zbytku celého cyklu relativně velmi rychle. Zatímco v březnu 1912 si pro ně na chorvatském Lopudu připravoval první definitivní skici, počátkem prosince téhož roku již plátna formálně předával městu Praze, s odůvodněním, že je „potřeba dosáhnout celistvosti cyklu“ nicméně stále zůstala ponechána na zbirožském zámku.
Koncem května 1914 Mucha předal Praze další tři obrazy: Zrušení nevolnictví na Rusi, kterému předcházela zhruba měsíční návštěva Ruska v roce 1913 za účelem získání studijních materiálů, Hájení Sigetu proti Turkům Mikulášem Zrinským a Bratrská škola v Ivančicích. Všechny byly opět z důvodu sladění celého cyklu ponechány na Zbirohu. Další trojici obrazů pražské obci předal v říjnu 1916, jednalo se o Kázání Mistra Jana Husa v kapli Betlémské, Jan Milíč z Kroměříže a Schůzka Na Křížkách, společně tvořící husitský triptych Kouzlo slova. V roce 1918 pak plátna Jan Ámos Komenský, učitel národů a Petr Chelčický.

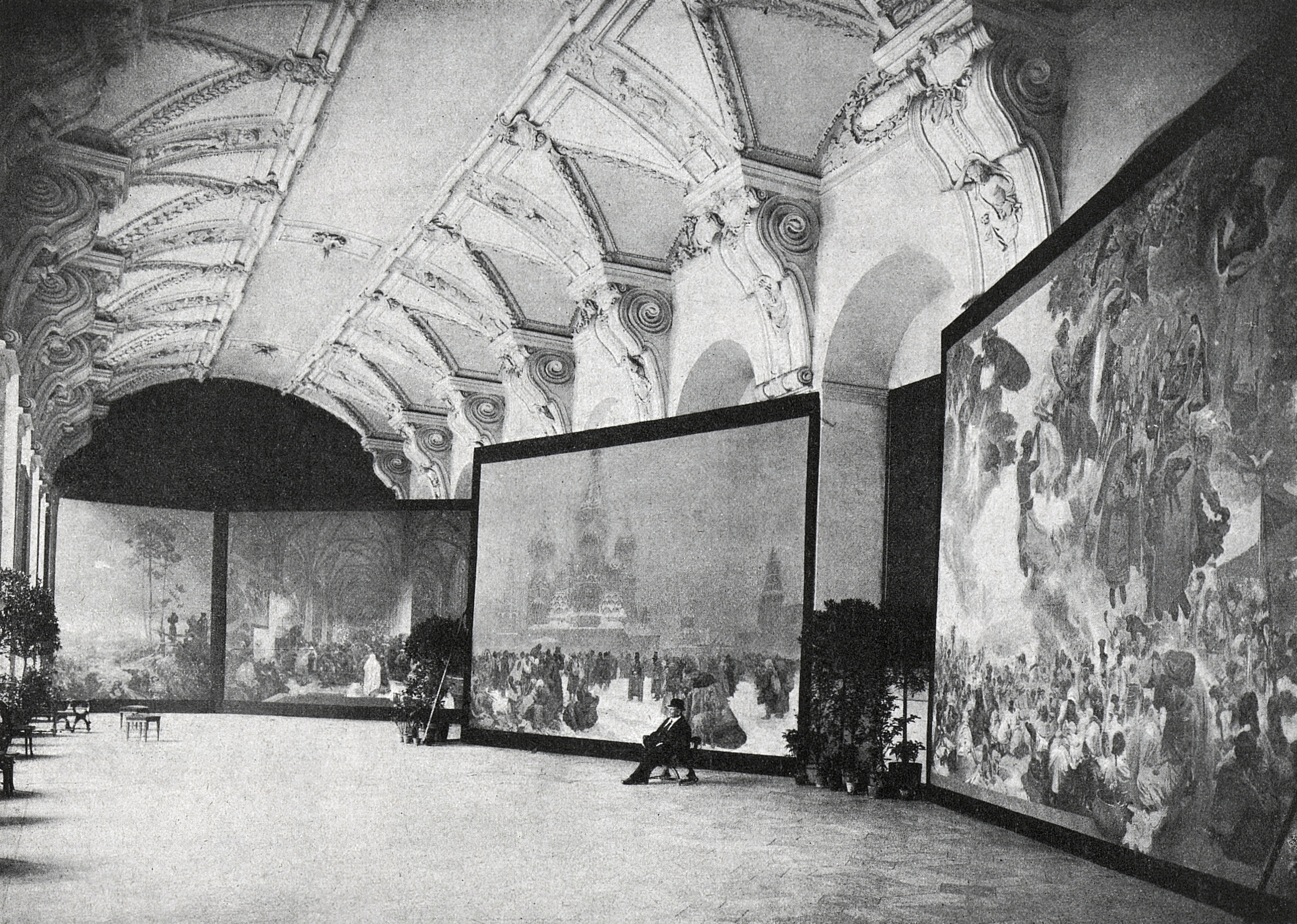
První výstava pěti z jedenácti tehdy dokončených pláten v pražském Klementinu. Výstava trvala od 27. dubna 1919 do 21. září 1919 a navštívilo ji celkem 12.220 osob.

První příležitost zhlédnout Muchovy práce měli návštěvníci v roce 1919, kdy byla v letním refektáři pražského Klementina otevřena výstava několika pláten Epopeje. Z jedenácti hotových obrazů jich bylo vystavováno pět, a to Slavnost Svantovítova na Rujáně, Zrušení nevolnictví na Rusi a triptych Kouzlo slova. Ještě v témže roce bylo všech pět obrazů odesláno na sérii výstav do Spojených států, v důsledku zdržení však ta první, v chicagském Art Institutu, začala až v červnu roku následujícího. I přes všechny komplikace s přepravou, měla u amerického obecenstva úspěch – jen za první týden ji zhlédlo na 53 000 lidí. Další ze série výstav byla zahájena o půl roku později, začátkem ledna 1921, v newyorském Brooklynském muzeu. Zde ji vidělo více než 600 000 lidí a kromě Epopeje mohli spatřit i zhruba patnáct Muchových olejomaleb, na sto třicet kreseb, jeho nejznámější plakáty a další.
Po svém příjezdu v dubnu 1921 se Mucha opět pustil do prací na Epopeji. V polovině roku 1923 odevzdal pražské obci tři obrazy: Car Simeon Bulharský, Po bitvě na Vítkově a Jiří z Poděbrad, král obojího lidu, další trojici pak v průběhu roku následujícího: Po bitvě u Grunwaldu, Štěpán Dušan Srbský a jeho korunovace a Přemysl Otakar II., král železný a zlatý. Po dokončení prací na těchto šesti obrazech odjel Mucha načerpat inspiraci na Balkán. Finální trojici pláten Praze předal v roce 1926: Mont Athos, Přísaha „Omladiny“ pod slovanskou lípou a Apotheosa z dějin Slovanstva.
Dne 1. září 1928, při příležitosti desátého výročí vzniku republiky, bylo všech dvacet velkoformátových obrazů Slovanské epopeje oficiálně odevzdáno městu Praze jako dar českému národu. Slavnostní předání se konalo za přítomnosti starosty Karla Baxy a mecenáše Charles R. Cranea ve velké dvoraně Veletržního paláce, kde byla rovněž zahájena výstava celého cyklu. Zatímco americký profesor William H. Goodyear ve svém osobním dopise pro Muchu Epopej označil za „největší dílo svého druhu od začátku 16. století v Itálii“ a v podobném duchu se vyjádřilo i mnoho dalších světových deníků, přijetí domácího tisku a odborné veřejnosti bylo znatelně zdrženlivější. Kdežto jedna část vyjadřovala Epopeji bezmezný obdiv, druhá o ní mluvila jako o vyprázdněném, teatrálním díle, které zaspalo dobu.

#### První světová válka a služba pro stát
První světová válka jako taková Muchu nijak výrazně nezasáhla, po celou dobu jejího trvání byl pevně přesvědčen, že nemůže skončit jinak než porážkou Rakouska-Uherska, i přesto však pro jistotu nechal zhotovit kovové bedny, do kterých měly být v případě nejhoršího obrazy tehdy ještě rozpracované Epopeje uloženy a uschovány v zahradách zbirožského zámku.
Když už bylo jasné, že konec války se neodvratně blíží, navrhl Mucha na popud národního výboru sérii prvních československých poštovních známek zobrazujících panoráma Hradčan. Hned nato, po vzniku republiky, následovaly návrhy pro první československé bankovky, státní znak či stejnokroje policie, to vše dělal zcela bez jakéhokoliv nároku na honorář.
Nebyla to však pouze Epopej a služba pro stát, které se v tomto období věnoval, známé jsou například jeho plakáty jako Pěvecké sdružení učitelů moravských (1911), Princezna Hyacintu (1911), Krajinská výstava v Ivančicích (1912), Loterie Národní jednoty pro jihozápadní Moravu v Brně (1912) či VI. Slet všesokolský (1912). V pozdějším období pak Russia Restituenda (1922), VIII. Slet všesokolský v Praze (1925) nebo portrét jeho dcery Jaroslavy (1927).

### Závěr života a smrt (1928–1939)
Po dokončení Slovanské epopeje, která mu zabrala téměř osmnáct let jeho života, se v menší míře dále věnoval velkoformátové malbě. Výsledkem tohoto zájmu byla tři plátna: Poddání Nymburka L. P. 1421 Bohu a Pražanům (1932), Mistr Jan Rokycana na koncilu basilejském (1933) a luneta Píseň (1934). Zvláštní prací, která spadá do tohoto období, pak je vitráž z roku 1931 umístěná v severní části pražské katedrály sv. Víta.
Poslední roky Muchova života byla též úzce spojena s Francií, kde jeho úspěšná kariéra téměř před čtyřiceti lety začala a kam se teď roku 1932 na dvouleté období spolu s celou svou rodinou přestěhoval, tentokrát však již ne do malého pařížského bytu na rue du Val-de-Grâce, ale přímořského města Nice. Zde byl 20. července 1934 na návrh bývalého francouzského prezidenta Raymonda Poincarého povýšen na důstojníka Čestné legie. O dva roky později byla v Paříži otevřena jeho souborná výstava.
Poslední prací, které se Mucha věnoval po návratu z Francie do Čech, byla trojice velkoformátových obrazů, rozměry zhruba odpovídající Slovanské epopeji, obsahem ale zvysoka přesahující její rámec. Nebyly totiž určeny národu, nýbrž celému lidstvu, a měly představovat: Věk rozumu, Věk moudrosti a Věk lásky. Pro triptych vypracoval detailní skici, k jeho samotnému zpracování však již nikdy nedošlo. Když 15. března 1939 vtrhla nacistická vojska do zbytku Československa, právě Mucha byl mezi prvními, které gestapo zatklo a předvolalo k výslechu. Několik měsíců nato Alfons Mucha dne 14. července 1939 zemřel ve svém bytě v Bubenči na následky zápalu plic.
Státní pohřeb ulicemi města byl německými okupačními úřady zakázán. Přesto byl navzdory zákazu manifestací uložen na Vyšehradském hřbitově ve Slavíně za účasti velkého množství lidí.

## Posmrtné uznání
Antonín Mrkos po Alfonsi Muchovi pojmenoval planetku (5122) Mucha.
V roce 2020 natočil režisér Roman Vávra dokudrama Svět podle Muchy.